# Ulrich von Weißpriach

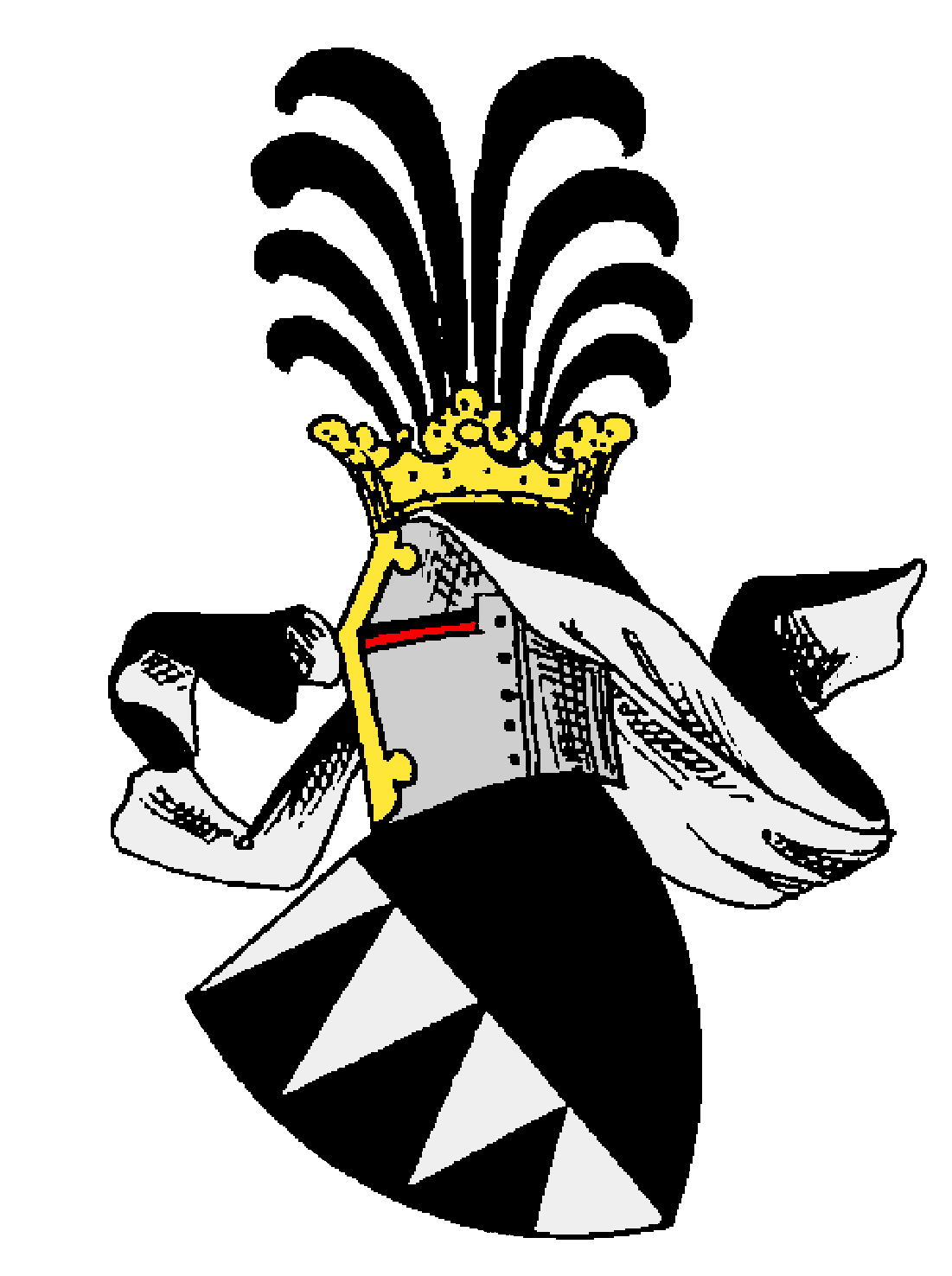
Stammwappen derer von Weißpriach

Ulrich von Weißpriach (* vor 1437; † 1503) war ein österreichischer Adeliger, aus einem ursprünglich Salzburger Geschlecht, der Obersterblandhofmeister in Tirol und von 1501 bis 1503 Landeshauptmann in Kärnten war.

## Herkunft
Ulrich von Weißpriach stammte aus einer ursprünglich im Lungau beheimateten Familie der Herren von Weißpriach, deren gleichnamiger Stammsitz sich in der Gemeinde Weißpriach im Lungau (heute im österreichischen Bundesland Salzburg) befand, wo das Geschlecht mit Ulrich von Weißpriach 1327 erstmals urkundlich auftritt. Er stammt aus dem jüngeren Ast seines Hauses, der in Niederösterreich Besitz erworben hatte. Ulrich war ein Großneffe des Burkhard von Weißpriach (* 1420/23, † 16. Februar 1466 in Salzburg), der 1448 Domherr zu Salzburg und Apostolischer Protonotar sowie 1452 Dompropst zu Salzburg war. Von 1461 bis 1466 regierte er als Fürst-Erzbischof von Salzburg und wurde dank seiner guten Beziehungen zu Enea Silvio de’ Piccolomini - Papst Pius II. (1458–1464) - 1460 „in pectore“ (nicht öffentlich) und 1462 offiziell zum Kardinalpriester von Sancti Nereo ed Archille ernannt. Wegen seiner diplomatische Tätigkeit – u. a. Vermittlung zwischen König Friedrich III. und dessen Bruder, Herzog Albrecht VI. von Österreich – verfügte Erzbischof Burkhard am königlichen bzw. kaiserlichen Hof über großen Einfluss.

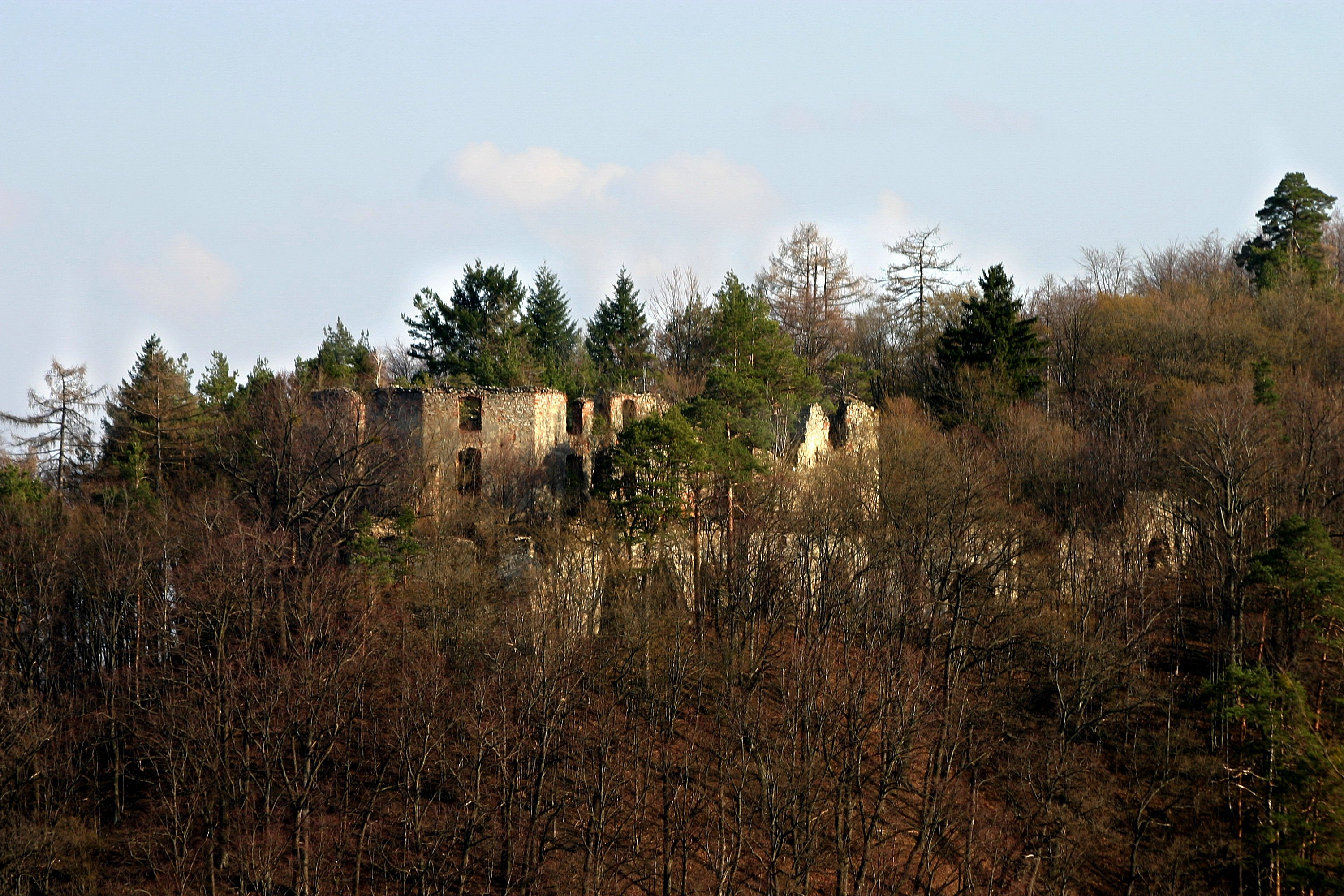
Schwarzenbach (Niederösterreich) - Burgruine (01)

Dies kam dessen Neffen, dem Vater Ulrichs – Johann Siegmund von Weißpriach – zugute, der erzherzoglicher, dann königlicher und schließlich kaiserlicher Rat war, zum Obersthofmeister aufstieg und zum Burghauptmann von Forchtenstein ernannt wurde. Zugleich konnte er Herrschaften in Niederösterreich, darunter Hernstein (im Bezirk Baden bei Wien) und Schwarzenbach erwerben.
Die Mutter Ulrichs war Barbara von Schweinpeck. Sie stammte aus dem ursprünglich von Schweinbach genannten oberösterreichischen Uradelsgeschlecht mit gleichnamigem Stammsitz bei Gallneukirchen und war eine Tochter des Ritters Georg Schweinpeck auf Haus und der Dorothea von Egkh. Ulrichs älterer Bruder, Andreas von Weißpriach (cl. 1490), machte sich in Tirol ansässig und stieg dort zum Obersterbland-Hofmeister auf, fiel jedoch in Ungnade und verlor im Jahre 1490 seine Besitzungen und Ämter. Ulrichs Schwester, Regina von Weißpriach, war in erster Ehe mit Paul von Radl auf Sichtenberg und in zweiter Ehe mit Johann von Pottenbrunn verheiratet.

## Leben
Ulrich von Weißpriach stand wie bereits sein Vater im Dienst seines Landesherren als erzherzoglicher, später königlicher und kaiserlicher Rat. Er diente zunächst unter Friedrich III., der als Römischer Kaiser von 1452 bis 1493 regierte und dann dessen Sohn und Nachfolger, Maximilian I. (1493–1519). Ulrich, der ein jüngerer Bruder war, konnte wegen der politischen Engagements seines älteren Bruders Andreas von Weißpriach letztlich den Besitz seines Zweiges der Familie übernehmen. Dies, da sich sein älterer Bruder, Andreas von Weißpriach in den kriegerischen Auseinandersetzungen zwischen Kaiser Friedrich III. und Matthias Corvinus der von 1458 bis 1490 König von Ungarn und von 1469 bis 1490 auch König von Böhmen war, letzterem – wie viele seiner Standesgenossen – angeschlossen hatte, da König Matthias weite Teile der Habsburgischen Erblande erobert hatte. Unter anderem war Andreas von Weißpriach einer der Feldherren, die Mathias Corvinus 1482 bei seinem Feldzug in die österreichischen Erbländer unterstützten. Nach dem Tod des ungarischen Königs im Jahre 1490 musste er jedoch für diese politische Entscheidung büßen, da er als Gegner des Hauses Habsburg in Ungnade fiel und ihm daher nicht nur die väterlichen Güter, sondern auch das ihm verliehene Hofamt eines Obersterbland-Hofmeister verlor.

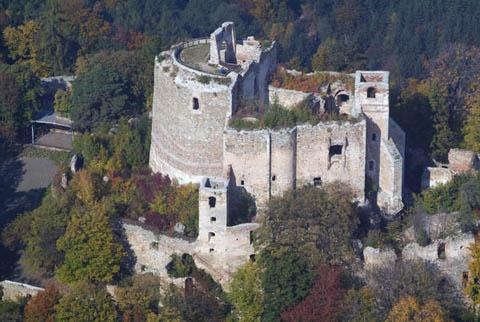
Burgruine Landsee

Diese Entwicklung kam jedoch seinem jüngeren Bruder Ulrich von Weißpriach zugute, der stets zu Kaiser Friedrich III. gehalten hatte, und daher nach der Ächtung seines Bruders von Kaiser Friedrich III. mit den väterlichen Gütern und mit dem Amt des Obersterbland-Hofmeisters in Tirol belehnt wurde. Er verfügte daher über ausgedehnte Besitzungen, da er laut dem am 15. April 1570 errichteten Testament seines Sohnes Johann von Weißpriach u. a. auch die Herrschaften Landsee (im Bezirk Oberpullendorf im Burgenland), Kobersdorf (im selben Bezirk), Lunga und seit 1474 Stickelberg (Burgruine in der Gemeinde Hollenthon im Bezirk Wiener Neustadt-Land in Niederösterreich) besaß. Um seiner frommen Gesinnung Ausdruck zu verleihen, stiftete er das Franziskanerkloster in Katzelsdorf, das heute dem Orden der Redemptoristen gehört.
Ulrich bewährte sich auch im Dienst des römisch-deutschen Königs und späteren Kaisers Maximilian I. und wurde von diesem am 19. Jänner 1501 zum Landeshauptmann in Kärnten ernannt. Eine Funktion, die Ulrich von 1501 bis 1503 ausübte. Obwohl nicht bekannt ist ob bzw. wann Ulrich von Weißpriach in den Freiherrenstand erhoben wurde, ist davon auszugehen, dass er auf Grund des Besitzes ausgedehnter Herrschaften und angesichts seiner Funktion als Landeshauptmann von Kärnten dem österreichischen Herrenstand angehörte.

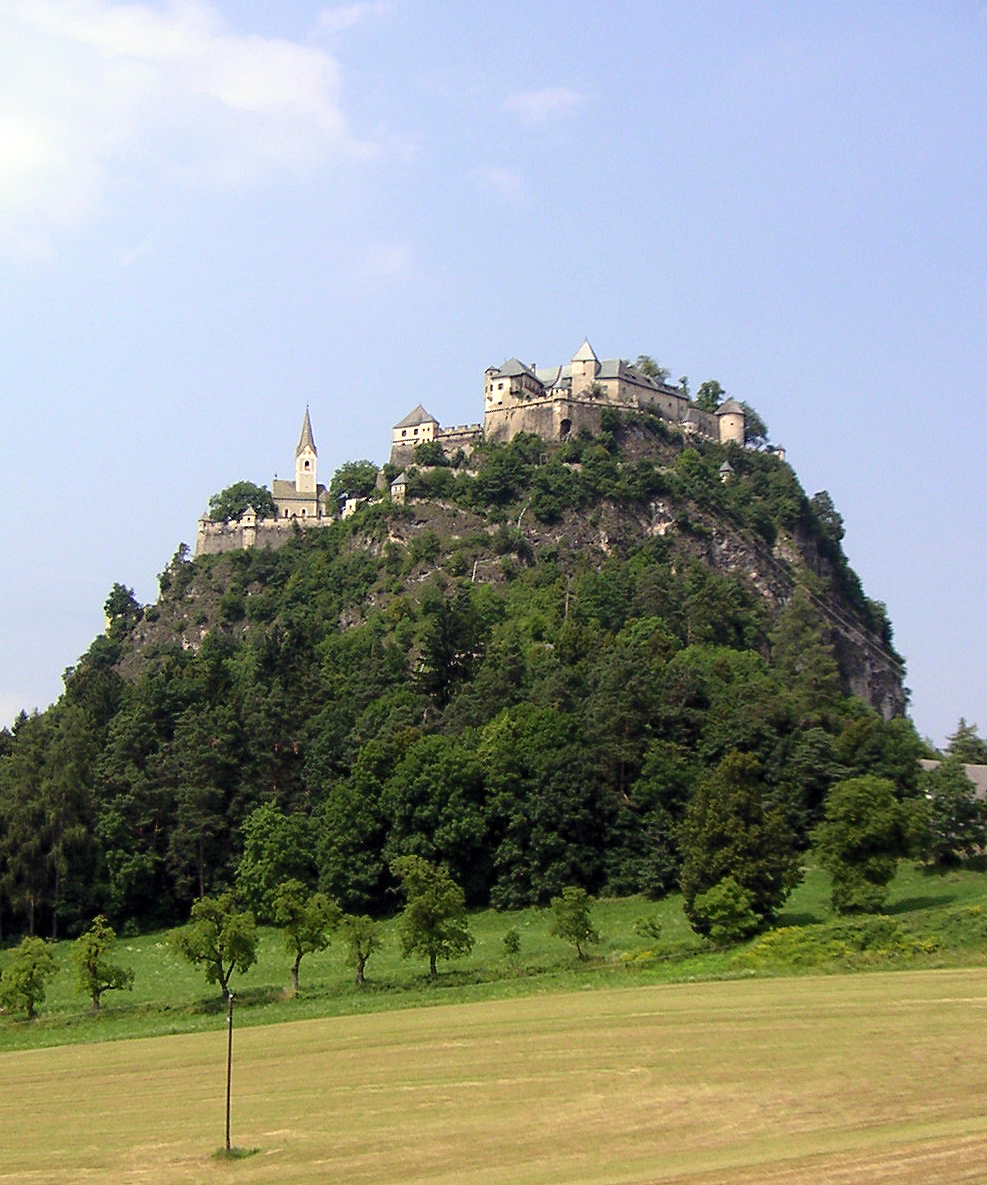
Burg Hochosterwitz

Als Beweis seiner besonderen Gnade übertrug ihm König Maximilian I. zugleich mit der Landeshauptmannschaft das Schloss und die Herrschaft Hochosterwitz mit allen Nutzen, Renten, Gülten, dem Landgericht „und andern Zubehörungen“, zur „unverrechneten Pflege“, d. h. mit vollem Fruchtgenuss. Diese Herrschaft, die sich mehrere Jahrhunderte im Besitz der Schenken von Osterwitz befunden hatte, war nach dem Aussterben dieses Geschlechtes an den Landesherren als erledigtes Lehen zurückgefallen, der dieses nunmehr seinem verdienten Gefolgsmann Ulrich von Weißpriach zur Nutzung übertrug. Nach dem Tod Ulrichs gelangte die Pflegschaft über Schloss und Herrschaft Hochosterwitz an Matthäus Lang von Wellenburg Bischof von Gurk (1505–1522), der sie noch 1509 innehatte, später aber als Pfand besaß, da er dem immer in Geldnöten befindlichen Kaiser erhebliche Beträge geliehen hatte. Dieses berühmte Schloss kam jedoch wieder in den Besitz von Ulrichs Nachkommen, da dessen Tochter Siguna († 1537) mit Augustin von Khevenhüller zu Aichelburg auf Landskron verheiratet war, dessen Sohn Georg von Khevenhüller 1541 den Pfandbesitz und 1571 die Belehnung mit Hochosterwitz erlangte. Bis heute steht Schloss Hochosterwitz im Besitz von Ulrichs Nachkommen, nämlich in dem der Fürsten von Khevenhüller-Metsch. Ulrich von Weißpriach starb als amtierender Landeshauptmann von Kärnten im Jahre 1503.

## Ehen und Nachkommen
Ulrich von Weißpriach vermählte sich in erster Ehe 1471 mit Anna von Starhemberg, einer Tochter des Georg von Starhemberg auf Sprinzenstein, Tegernbach und Grieskirchen und der Katharina Herrin zu Stubenberg aus dem Haus Sitzendorf. Letztere war eine Tochter des Otto Herrn zu Stubenberg auf Sitzendorf und Mittergrabern und der Anna Herrin von Pettau. Durch diese Ehe war Ulrich mit einigen der angesehensten Uradelsfamilien Österreichs verschwägert. Ulrich von Weißpriach heiratete nach dem Ableben seiner Frau in zweiter Ehe Gertraud von Hohenwart, die nach 1511 als Witwe starb: Sie war eine Tochter des Ritters Erhard von Hohenwart (aus einer Krainer Uradelsfamilie) und der Anna Dorner.
Nur aus der zweiten Ehe hatte Ulrich Kinder:
- Sofia, † nach 1523, begraben zu Wien, im Stephansdom, ⚭ (I) 1510 Johann Herrn zu Stubenberg auf Kapfenberg, † 1523, ⚭ (II) 1523 Dietrich von Hartitzsch auf Aggsbach, Dürnstein und Emmersdorf, † 1540
- Florentina, ⚭ Christoph von Blumeneck
- Siguna, † 1537, ⚭ Augustin Khevenhüller zu Aichelberg auf Landskron, † Wien 1519, begraben zu St. Dorothea. Dieser erwarb von der mittleren Linie der Weißpriach, nämlich von Christoph von Weißpriach († 1514) im Jahre 1501 die halbe Feste Hardegg und 1507 von dessen Bruder David die andere Hälfte dieser Herrschaft, die jahrhundertelang im Besitz des Hauses Khevenhüller blieb.
- Margarethe, † 1521, ⚭ Moritz von Rohrbach auf Sandelshausen, † 1531
- Barbara † 1542, Aja (Erzieherin) der Erzherzogin Magdalena von Österreich, ⚭ Franz Graf von Sankt Georgen u. Bösing auf Theben, † 1534 als Vorletzter seines Hauses.
- Margaretha, ⚭ 1523 Stefan Freiherr von Zinzendorf auf Ober- und Niederhauseck, Perwarth, Karlstetten, Toppel, Hausenbach u. Wasserburg, königlicher Kämmerer, Erblandjägermeister in Österreich unter der Enns, † 1548.
- Potenziana, ⚭ 1526 Gregor von Lamberg auf Nieder-Absdorf, Savenstein, Schneeberg und Willengrain, † 1565
- Gregor, Ritter cl. 1532, ⚭ Margaretha von Hartenberg
- Johann von Weißpriach Graf von Forchtenstein, Freiherr zu Gobelsdorf, auf Guntersdorf, Hernstein, Karlstein an der Thaya, Neudorf, Schöngrabern, Toppel, Wullersdorf und Landsee, Pfandinhaber der Herrschaften Eisenstadt und Güns, Herrenstandsverordneter in Niederösterreich, testiert am 15. April 1570,† 1571 ⚭ (I) Barbara Lónyay von Nagy.Lónya, ⚭ (II) Barbara Teufel aus dem Haus Krottendorf, † als Witwe 1589.